# Bügelfibeln von Nordendorf
Die Bügelfibeln von Nordendorf sind zwei germanische Gewandspangen aus der Mitte bis zweiten Hälfte des 6. Jahrhunderts. Sie wurden 1843 (Nordendorf I) und 1844 (Nordendorf II) bei Nordendorf Landkreis Augsburg in Bayern gefunden. Für die Herkunft der Fibeln wird ein alamannischer Hintergrund vermutet.
Bei der Runeninschrift auf der Rückseite der Fibel Nordendorf I handelt es sich um die früheste bekannte Nennung der germanischen Gottheiten Wodan und Donar. Für Odin/Wodan wurde 2023 mit dem Brakteat X13 aus dem 2020 entdeckten Schatzfund von Vindelev ein auf das 5. Jahrhundert datierter älterer Beleg gefunden.

## Nordendorf I

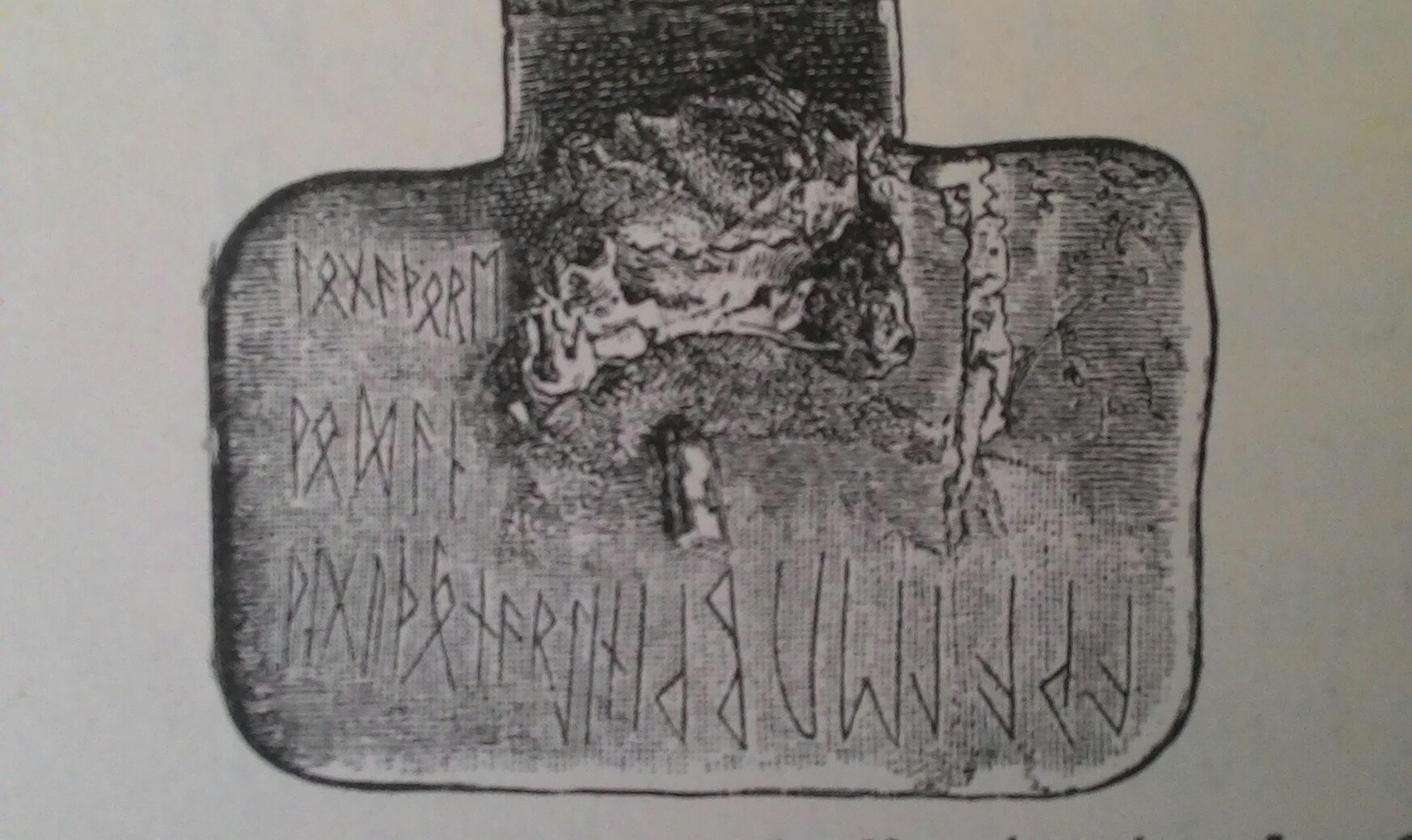
Nahaufnahme Runeninschrift von Nordendorf I

### Auffindung und Beschreibung
Die Fibel stammt wahrscheinlich aus einem Frauengrab, welches Teil eines 448 Bestattungen umfassenden Reihengräberfeldes war. Genaueres wurde bei den Ausgrabungen nicht oder nur unzulänglich dokumentiert. Die Gräber lassen auf fränkische, alemannische und langobardische Besiedlung schließen. Die Siedlung in der Nähe des Gräberfeldes gewann ihren Wohlstand durch ihre unmittelbare Lage an der Via Claudia Augusta, der wichtigsten Straße nach Italien in der Antike.

### Inschrift und Deutung
Die rechtsläufige, zweizeilige Inschrift im älteren Futhark ist auf der Rückseite der Kopfplatte angebracht und ist klar lesbar als:
1. ᛚᛟᚷᚨᚦᛟᚱᛖ ᚹᛟᛞᚨᚾ ᚹᛁᚷᛁᚦᛟᚾᚨᚱ
logaþore wodan wigiþonar
2. ᚨᚹᚨ ᛚᛖᚢᛒᚹᛁᚾᛁ
awa (l)eubwini

Zeile A
Die erste Zeile bot seit der Entdeckung der Fibel den meisten Anlass zur Diskussion. Die Wörter wodan und wigiþonar wurden und werden einstimmig als die Götternamen von Wodan und Donar angesehen. Donar ist dabei entweder als Weihe-Donar (mit wigi- zu germ. *wīgian 'weihen') oder als Kampf-Donar (mit wigi- zu germ. *wīgan 'kämpfen') aufzufassen. Dazu stellte man einen dritten Gott – logaþore, den einige Forscher als den nordischen Loðurr bzw. Loki identifizieren. Die dreifache Nennung von Göttern (Trias) kommt im germanischen Heidentum wie auch in anderen Kulturkreisen sehr häufig vor.
Klaus Düwel deutet logaþore als „arglistig“ oder „Zauberer“. Diese Deutung resultierte aus dem Fund zweier altenglischer Glossen, in denen die lateinischen Wörter cacomicanos und marsius mit logþer und logeþer übersetzt worden waren. Die Bedeutung der Inschrift würde sich damit von der heidnischen Göttertrias zur christlichen Aussage „Zauberer (oder: lügnerisch) [sind] Wodan und Weihe-Donar“ wandeln.
Gegen diese Deutung werden unter anderen durch Edgar C. Polomé eine Reihe von Argumenten angeführt:
- linguistisch ist das -e in logaþore ungewöhnlich
- stilistisch passt eine Göttertrias besser
- historisch ist die Mitte des 6. Jahrhunderts zu früh für eine christliche Runeninschrift
- die zu erwartende christliche Symbolik fehlt
- mythologisch lässt sich zwar Odin, aber nicht Thor als Zauberer bezeichnen
- die stabende Langzeile spricht durch den Beinamen („Prunknamen“) Donars gegen eine Abschwörungsformel

Zu den Experten, die logaþore als Loki deuten, gehören Dieter Geuenich, Willy Krogmann, Heinz Klingenberg und Stephan Opitz.
Englische Glossen übersetzen lateinisch marsius/marsi auch als wyrmgalera ‚Schlangenzauberer‘, was wiederum ein Hinweis auf Loki und die Göttertrias wäre. Sogar eine Verwechselung von Marsius mit dem Gott Mars und damit Tyr wäre möglich. Tyr würde von allen Göttern am besten in eine Göttertrias passen.
Zeile B
Bei der zweiten Zeile der Fibel handelt es sich nach allgemeiner Ansicht um die Personennamen Awa (Diminutiv zu Awila) und Leubwini (Lieb-Freund). Die L-Rune am Anfang des Wortes wird jedoch nur angenommen, da sie so gut wie abgerieben ist.

## Nordendorf II

Runeninschrift von Nordendorf II

Im selben Gräberfeld wurde 1844 noch eine weitere feuervergoldete Fibel aus Silber mit einer Runeninschrift gefunden. Die Inschrift ist einzeilig ausgelegt und wurde auf der Rückseite der halbrunden Kopfplatte angebracht.
(ᛒ/ᚨ)ᛁᚱᛚ(?)ᛁᛟᛖᛚ(?)
(b/a)irl(?)ioel(?)
Eine klare Deutung der Inschrift ist bedingt durch Sonderzeichen/Runen für den Korpus der südgermanischen Runeninschriften (Positionen 5, 10), sowie die unklare Lesung der Rune Nr. 1 als b- oder a-Rune, bisher nicht erfolgt. Ute Schwab deutete die für das Germanische ungewöhnliche und unbelegte Vokalreihe ioe als eine mögliche Wiedergabe synkretischer, magischer Verbalisationen des hebräischen Theonyms Jehova/Jahwe nach der griechischen Form Ιαώ (und Varianten) aus den sogenannten spätantiken „Zauberpapyri“.